# آلتین لالا
آلتین لالا (آلبانیایی: Altin Lala؛ زادهٔ ۱۸ نوامبر ۱۹۷۵) بازیکن سابق و مربی فوتبال اهل آلبانی است.
از باشگاه‌هایی که در آن بازی کرده‌است می‌توان به باشگاه فوتبال هانوفر ۹۶، باشگاه فوتبال بایرن مونیخ ۲، باشگاه فوتبال دینامو تیرانا، و باشگاه فوتبال تیرانا اشاره کرد.
وی همچنین در تیم ملی فوتبال آلبانی بازی کرده‌است.